# Zeno (cràter)
Zeno és un cràter d'impacte situat prop de l'extrem nord-oest de la Lluna. Es troba a l'est-sud-est del cràter Mercurius. Més a l'est de Zeno es troba el cràter ben format Boss.

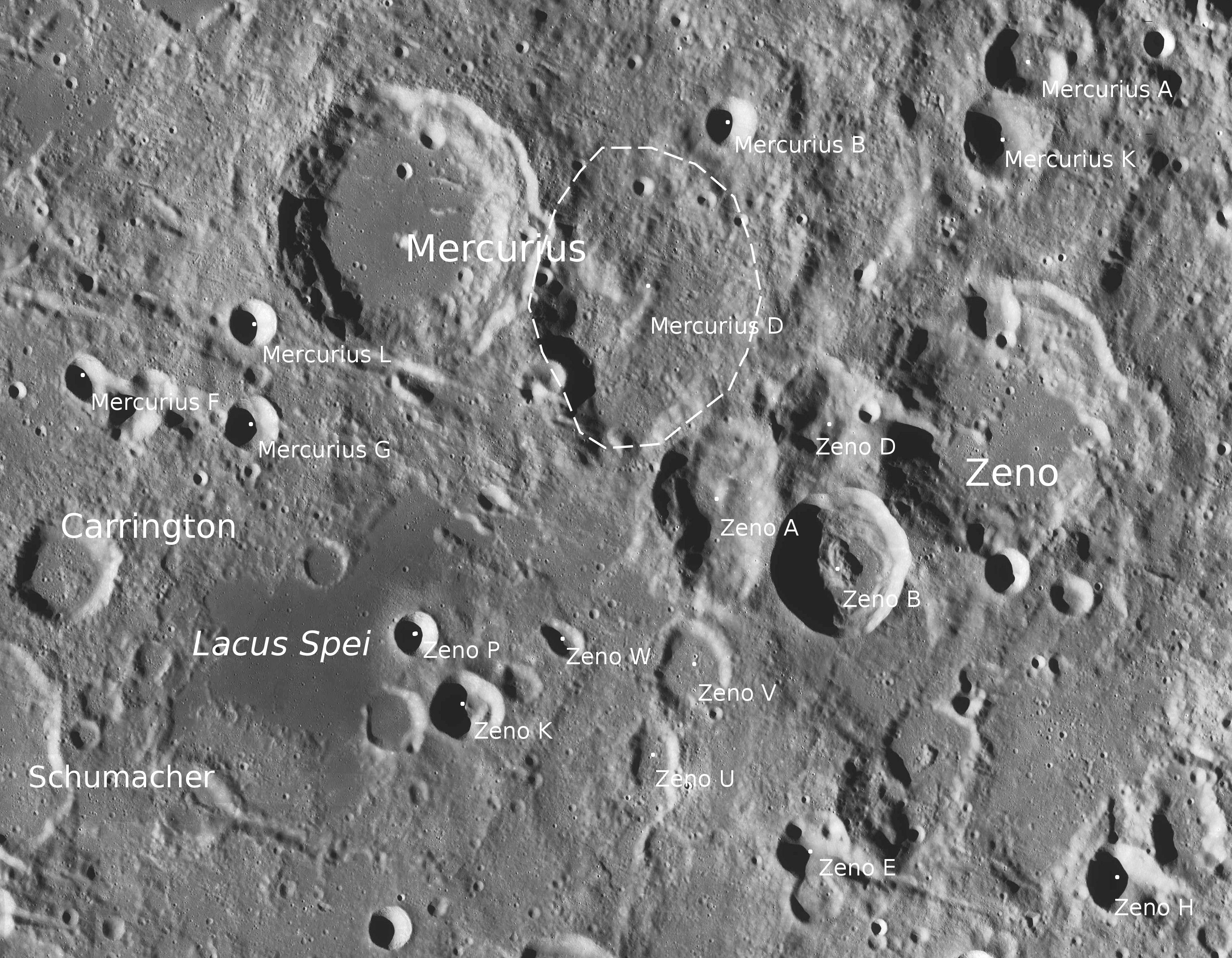
Rodalies de Zeno. Fotografia de la missió LRO
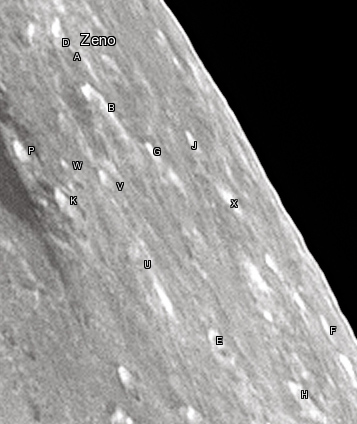
Cràters satèl·lits

La vora de Zeno està lleugerament distorsionada i ha patit certa erosió a causa d'impactes posteriors. Presenta una depressió a la superfície unida a la vora oriental, formant una extensió voluminosa. Petits cràters jeuen sobre el sector sud de la vora ia l'interior de la paret nord. El cràter Zeno B està unit a l'exterior de la vora sud-oest, i el distorsionat Zeno A està adossat a la vora occidental de Zeno B.

## Cràters satèl·lits
Per convenció aquests elements són identificats en els mapes lunars posant la lletra en el costat del punt central del cràter que està més proper a Zeno.
| Zeno | Coordenades                          | Diàmetre |
| ---- | ------------------------------------ | -------- |
| A    | 44° 30′ N, 70° 00′ E / 44.5°N,70.0°E | 44 km    |
| B    | 44° 00′ N, 71° 00′ E / 44.0°N,71.0°E | 37 km    |
| D    | 45° 00′ N, 71° 12′ E / 45.0°N,71.2°E | 29 km    |
| E    | 41° 42′ N, 70° 48′ E / 41.7°N,70.8°E | 18 km    |
| F    | 42° 24′ N, 80° 00′ E / 42.4°N,80.0°E | 17 km    |
| G    | 43° 54′ N, 73° 06′ E / 43.9°N,73.1°E | 11 km    |
| H    | 41° 24′ N, 74° 24′ E / 41.4°N,74.4°E | 17 km    |
| J    | 44° 12′ N, 76° 18′ E / 44.2°N,76.3°E | 13 km    |
| K    | 42° 48′ N, 66° 36′ E / 42.8°N,66.6°E | 18 km    |
| P    | 43° 24′ N, 66° 06′ E / 43.4°N,66.1°E | 11 km    |
| U    | 42° 30′ N, 68° 48′ E / 42.5°N,68.8°E | 16 km    |
| V    | 43° 00′ N, 69° 18′ E / 43.0°N,69.3°E | 22 km    |
| W    | 43° 18′ N, 67° 36′ E / 43.3°N,67.6°E | 10 km    |
| X    | 43° 36′ N, 76° 54′ E / 43.6°N,76.9°E | 17 km    |